# جانيت بلومفيلد
جانيت بلومفيلد (بالإنجليزية: Janet Bloomfield)‏ هي ناشطة سلام بريطانية، ولدت في 10 أكتوبر 1953 في Newcastle-under-Lyme ‏ في المملكة المتحدة، وتوفيت في 2 أبريل 2007.